# Rävåskyrkan
Rävåskyrkan är en kyrkobyggnad i centrala Karlskoga på Badstugatan vid Skogskyrkogården och naturreservatet Rävåsen.
Kyrka för Rävåskyrkans församling med rötter i 1850-talets väckelserörelse.

### Webbkällor
- Officiell hemsida